# Tabor (Jižní Dakota)
Tabor je město v USA, ve státě Jižní Dakota a v okrese Bon Homme, v blízkosti hranice s Nebraskou. V roce 2010 zde žilo 423 obyvatel. Rozloha města je 0.98 km2.

## Historie
Město založili osadníci pocházející z území dnešního Česka a pojmenovali ho po jihočeském městě Tábor. Mezi slavné rodáky patří Lou Koupal (1898–1961), americký baseballista s českými kořeny.

### Vývoj počtu obyvatel
| Rok          | Počet obyvatel |
| ------------ | -------------- |
| 1910         | 273            |
| 1920         | 428            |
| 1930         | 397            |
| 1940         | 391            |
| 1950         | 373            |
| 1960         | 378            |
| 1970         | 388            |
| 1980         | 460            |
| 1990         | 403            |
| 2000         | 417            |
| 2010         | 423            |
| (odhad 2018) | 408            |

## Galerie

Poloha Tabora na mapě Jižní Dakoty
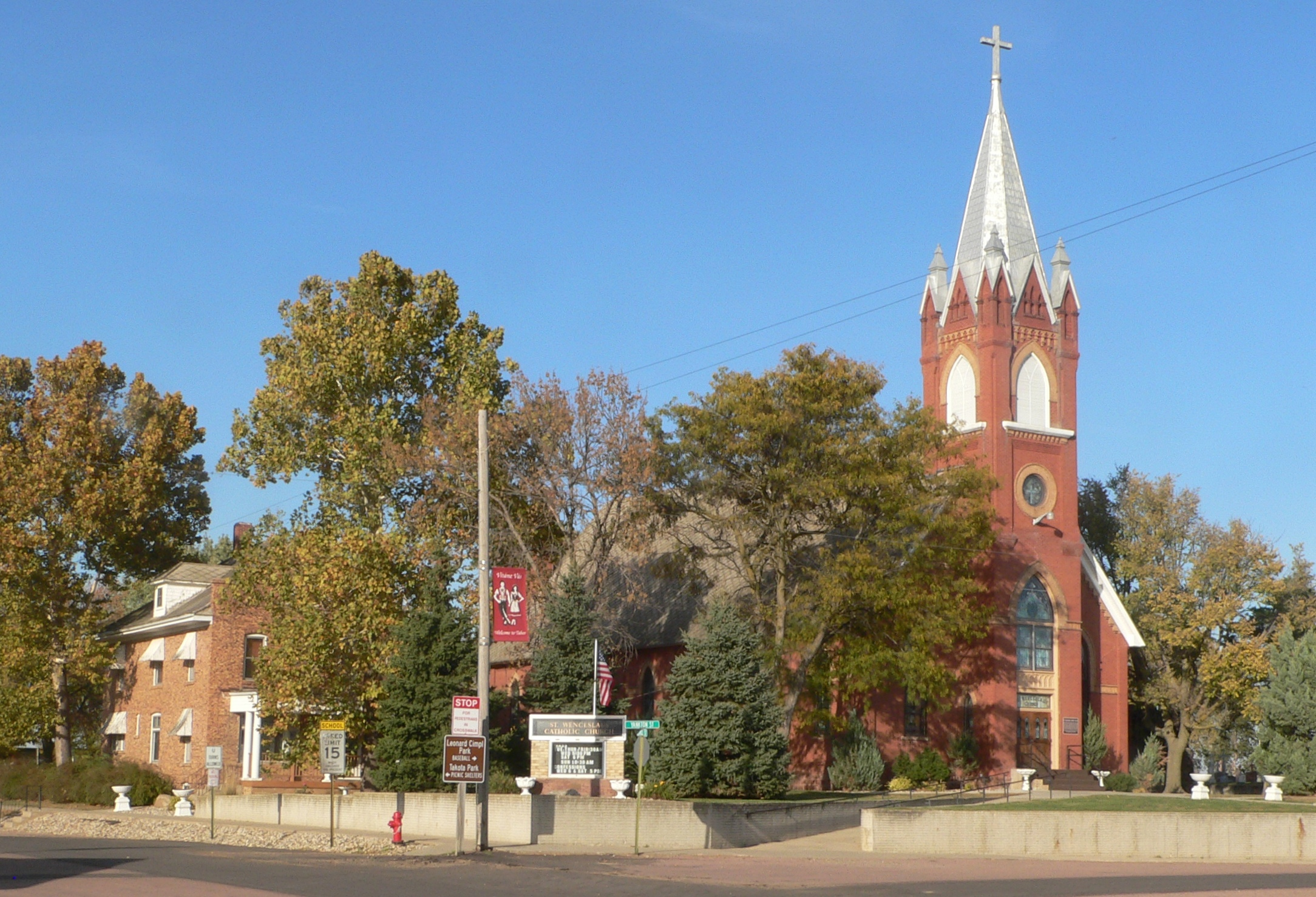
Kostel svatého Václava
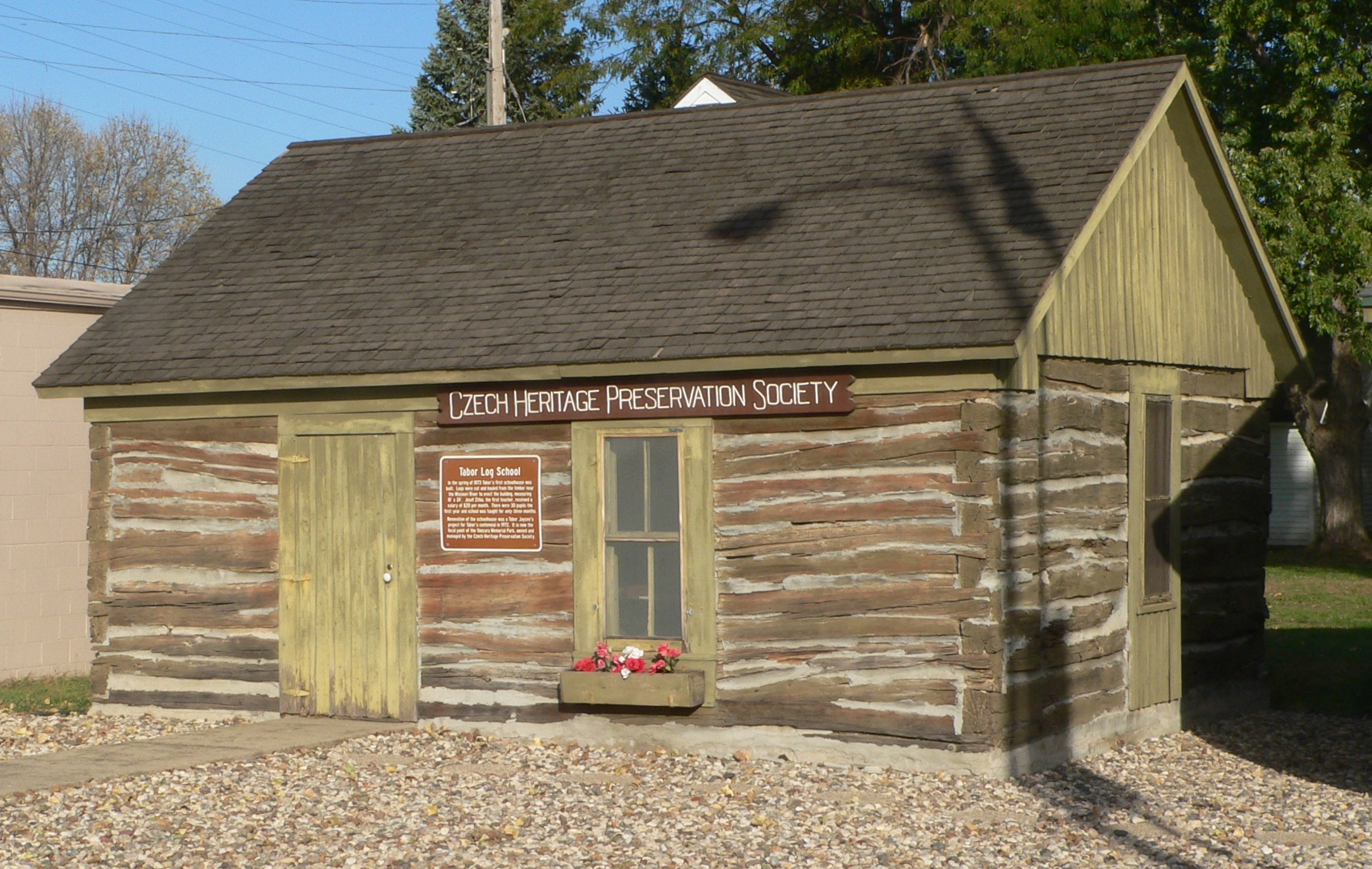
Tabor Log school
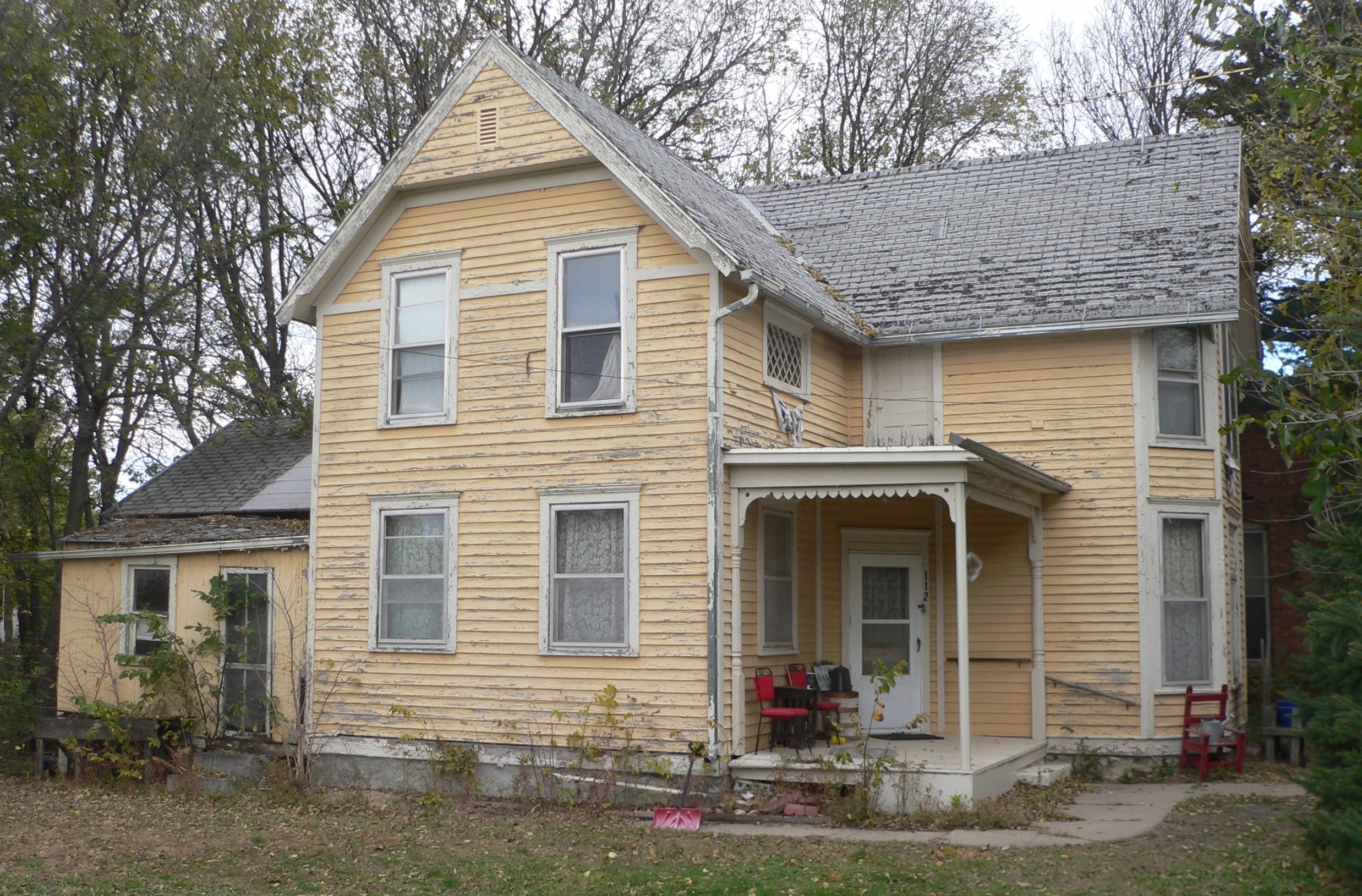
Historický dům